# Кули, Уильям
Уильям Кули (англ. William Cooley; 1783 — 1863) — американский первопроходец, региональный лидер территории, которая сегодня известна как округ Брауард, Флорида, США. Жил в городе Форт-Лодердейл.

## Биография
Родился в городе Мэриленд в 1783 году. В 1813 году прибыл в Западную Флориду в составе военной экспедиции. Занимался фермерством, торговлей. Выгнанный индейцами после земельного спора с испанцами, он переселился ещё дальше от испанцев. Тут он разбогател, стал адвокатом и судьёй. В январе 1836 года отразил атаку индейцев. Далее, постоянно меняя место проживания, занимался административной и политической деятельностью.
6 января 1836 года семинолы напали на плантации Кули, убив его жену, детей и воспитателя детей.